# 俞鸿儒
俞鸿儒（1928年6月15日—），江西广丰人，中国气体动力学家，中国科学院院士。

## 生平
少年就读于广丰县杉江中学附小和广丰三岩中学。
1946年考入同济大学数学系。1949年8月考入大连大学机械系（今属大连理工大学），1953年毕业留校任教。
1956年，考取了中国科学院力学研究所流体力学研究生。这批研究生以钱学森和钱伟长的名义招收，委托郭永怀教授指导。
1963年研究生毕业，并留力学研究所工作。后历任中科院力学研究所研究员、副所长、高温气体动力学开放实验室学术委员会主任。
1958年，建成中国第一台激波管。后参与激波风洞的建设，在航天器研制中广泛应用激波风洞，并促进了国内激波管事业的发展。
1991年当选为中国科学院院士（学部委员）。 
2015年，因“激波理论研究和激波管技术应用,特别是提出和发展了爆轰驱动技术”，获得第一届钱学森力学奖。